# 黃環絲隆頭魚
黃環絲隆頭魚，又稱黃環絲鰭鸚鯛，為輻鰭魚綱鱸形目隆頭魚亞目隆頭魚科的其中一種，分布於太平洋的加羅林群島、馬紹爾群島海域，棲息深度7-30公尺，體長可達12公分，棲息在潟湖的礁石平臺，成小群活動，以浮游生物為食，生活習性不明。

## 擴展閱讀
維基物種上的相關：黃環絲隆頭魚